# Roger Wrenno
Roger Wrenno, né dans le Lancashire en 1576 et mort dans la même région le 18 mars 1616 est un laïc catholique anglais arrêté et exécuté sous le règne de Jacques Ier.

## Biographie
On sait peu de choses sur la vie de Roger Wrenno. Il aurait été tisserand de profession et célibataire. Il fait partie du réseau de laïcs catholiques qui vient en aide, cache et nourrit les prêtres catholiques recherchés sur le territoire anglais. Arrêté dans des circonstances inconnues, il est emprisonné au château de Lancaster. Il a par ailleurs pour compagnon de cellule John Thules. L'histoire retient que tous deux réussissent une évasion mais sont repris le lendemain. Il est condamné à mort pour félonie. Il est exécuté par pendaison non sans que lui soit une dernière fois proposé la vie sauve s'il abjurait, ce qu'il refuse.

## Sa vénération
Proclamé bienheureux par Jean-Paul II en 1987, il est l'un des quatre-vingt-cinq martyrs d'Angleterre et de Galles béatifié par ce dernier et fêté le 18 mars individuellement, le 7 août avec les martyrs du Lancashire, le 22 novembre avec les quatre-vingt-quatre autres.